# Linh Sơn Cổ Tự
Linh Sơn Cổ Tự là một ngôi chùa tọa lạc tại 104 Hoàng Hoa Thám,
Vũng Tàu. 
Chùa đã được Bộ Văn hóa - Thông tin Việt Nam công nhận là di tích lịch sử - văn hóa cấp quốc gia ngày 3 tháng 8 năm 1991.
Ngôi chùa được xây năm 1919 trên Núi Nhỏ nhưng do bị người Pháp chiếm dụng để xây hoa tiêu nên một ngôi chùa khác đã được xây ở địa điểm hiện nay và tồn tại đến ngày nay. Đây là ngôi chùa cổ nhất Vũng Tàu.
Linh sơn cổ tự tuy không đồ sộ, rộng lớn nhưng là ngôi chùa lâu đời nhất ở Vũng Tàu nằm trên đường Hoàng Hoa Thám,phường 2 thành phố Vũng Tàu.
Thời kì đầu chùa được xây dựng trên triền núi nhỏ nhưng năm 1919 khu vực này bị người dân Pháp chiếm dụng để xây cất biệt thự cho hoa tiêu của họ ở. Ngay sau đó một ngôi chùa khác đã được xây dựng và tồn tại cho tới ngày nay.
Trong chánh điện có một thờ một tượng Phật cao 1,2m bằng đá có phết vàng được điêu khắc rất khéo léo tạo nên vẻ mặt hiền từ và hết sức sống động trên nét mặt của đức Phật.
Về nguồn gốc của pho tượng phật, có truyền thuyết kể lại rằng cách đây hơn một năm có đoàn ghe chài lưới từ miền trung vào đánh cá ở Bãi Trước. Trong khi đi kiếm củi ở núi lớn tình cờ phát hiện hai pho tượng phật bằng đá vùi dưới đất trên sườn núi gần bãi Dâu. Họ cùng nhau đào lên rồi chờ đến hôm sau làm lễ xin đem về. Dân địa phương biết tin vội kéo đến xem và cho rằng đó là di tích lịch sử của địa phương nên cương quyết đòi giữ lại. Nhóm dân chài miền Trung năn nỉ mãi mới lấy được pho tượng nhỏ đem đi. Pho tượng lớn còn lại được dân làng rước về thờ chính là pho tượng hiện nay ở chùa Linh Sơn Cổ Tự.